# تي سيريز
تي سيريز (بالإنجليزية: T-Series) هي شركة هندية مخصصة للإنتاج الفني سواء على صعيد الأغاني المصورة أو الأفلام، وكذا الترويج الإعلامي والخدمات السينمائية والدعم المالي في كل ما يخص الموسيقى والكليبات والسينما. وتعد شركة تي سيريز أحد فروع شركة (SCIL) (انديان ميوزيك) المساهمان الرئيسيان في هذه الشركة.

## تاريخ
تأسست شركة تي-سيريز في 11 يوليو 1983، بواسطة جولشان كومار، الذي كان في ذلك الوقت بائعًا لعصير الفاكهة في حي دارياجانج في دلهي. باعت الشركة في البداية أغاني أفلام هندية مقرصنة، قبل إصدار الموسيقى الأصلية. في ذلك الوقت، كانت سوق أشرطة الكاسيت الهندية صغيرة الحجم، مع انتشار القرصنة على نطاق واسع، ولكن كان هناك طلب متزايد على موسيقى الكاسيت. وفقًا لريديف، بينما كان كومار "متورطًا في القرصنة، كان مدفوعًا بشغف بالسوق والمستهلك". كما استغلت الشركة الثغرات في قانون حقوق النشر التي تسمح بإصدار إصدارات غلاف من الأغاني، والتي كانت شركة تي-سيريز ستغمر السوق بها بعد ذلك. كتب الباحثان لورانس ليانج ورافي سوندارام:
"كانت شركة تي سيريز بمثابة قوة دافعة إلى إحداث اضطراب عميق في سوق الموسيقى الهندية، ويرجع هذا إلى حد كبير إلى نجاحها الهائل في مجال القرصنة. فقد بنت الشركة كتالوجها من خلال مجموعة متنوعة من الممارسات شبه القانونية وغير القانونية... تي سيريز انخرطت في انتهاكات أكثر وضوحًا لحقوق الطبع والنشر في هيئة إصدارات قرصنة لأغاني شهيرة، وكثيرًا ما حصلت بشكل غير قانوني على موسيقى تصويرية للأفلام قبل إصدار الفيلم لضمان أن تكون تسجيلاتها هي أول من يصل إلى السوق".
اكتشف كومار أن هناك أيضًا سوقًا للموسيقى الدينية، فبدأ في تسجيلها وبيعها. لاحظ كومار أن العديد من أتباع الهندوس المسنين لا يستطيعون قراءة الترانيم والتراتيل بسبب ضعف البصر، لذلك استأجر كومار مغنيين لتسجيل الترانيم وبيعها على أشرطة كاسيت رخيصة. لاحقًا، قام بتصوير رحلات الحج الهندوسية الكبرى في الهند وبيعها على أشرطة VHS وأشرطة الفيديو.
جاء الاختراق الذي حققته الشركة عندما أصدرت الموسيقى التصويرية لفيلم Qayamat Se Qayamat Tak (المعروف أيضًا باسم QSQT) عام 1988، من إخراج منصور خان وبطولة عامر خان وجوهي تشاولا. أصبحت الموسيقى التصويرية لفيلم Qayamat Se Qayamat Tak، التي ألفها أناند ميليند وكتبها ماجروه سلطانبوري، ألبوم الموسيقى التصويرية الهندي الأكثر مبيعًا لعام 1988 وأحد ألبومات الموسيقى التصويرية الهندية الأكثر مبيعًا في الثمانينيات، حيث بيعت أكثر من 8 ملايين وحدة. كانت الأغنية الأكثر نجاحًا من الألبوم هي "Papa Kehte Hain"، التي غناها أوديت نارايان وصورها عامر خان. سرعان ما لعب مؤسس شركة تي سيريز، جولشان كومار، دورًا رئيسيًا في ازدهار أشرطة الكاسيت في موسيقى الأفلام الهندية في أواخر الثمانينيات من خلال ألبومات تي سيريز ذات الأسعار المعقولة.
أصبحت تي سيريز لاحقًا علامة تجارية رائدة في مجال الموسيقى مع إصدار Aashiqui (1990)، من إخراج ماهيش بهات. تم بيع ألبوم الموسيقى التصويرية لفيلم Aashiqui، الذي ألفه الثنائي Nadeem-Shravan، 20 مليون وحدة في الهند، وهو ألبوم الموسيقى التصويرية للأفلام الهندية الأكثر مبيعًا على الإطلاق. تم لاحقًا غناء نسخة غلاف من أغنية "Dheere Dheere" من Aashiqui بواسطة Yo Yo Honey Singh وأصدرتها تي سيريز في عام 2015.
كانت شركة تي سيريز مسؤولة إلى حد كبير عن إشعال شرارة طفرة لصناعة الموسيقى الهندية في أوائل التسعينيات. تم إصدار العديد من ألبومات الموسيقى الهندية الأكثر مبيعًا في التسعينيات، وخاصة تلك التي ألفها Nadeem-Shravan، تحت علامة تي سيريز. بالإضافة إلى إنتاج الموسيقى، بدأت الشركة أيضًا في المغامرة في إنتاج الأفلام. نمت الأرباح السنوية لشركة تي سيريز من 20 كرور روبية (16 مليون دولار) في عام 1985 إلى 200 كرور روبية (88 مليون دولار) في عام 1991، وبحلول عام 1997 وصلت إلى 500 كرور روبية (140 مليون دولار).
في عام 1997، قُتل مؤسس شركة تي سيريز جولشان كومار على يد نقابة المافيا في مومباي D-Company. كما أدى اغتياله إلى خسارة تي سيريز لأكثر الموسيقيين إنتاجًا في ذلك الوقت، Nadeem-Shravan، بسبب اتهام Nadeem Akhtar Saifi في البداية بالتورط في جريمة القتل، قبل تبرئته لاحقًا. بعد وفاة Gulshan Kumar في عام 1997، تولى ابنه Bhushan Kumar قيادة الشركة منذ ذلك الحين، بمساعدة شقيق Gulshan الأصغر Krishan Kumar.
كشركة إنتاج أفلام، حققت تي سيريز بعض النجاح المعتدل. أعلى إنتاج فيلم تي سيريز ربحًا حتى الآن هو الفيلم الناجح الذي نال استحسان النقاد Hindi Medium (2017)، من تأليف Zeenat Lakhani وإخراج Saket Chaudhary وبطولة Irrfan Khan وSaba Qamar. حقق الفيلم 322.4 كرور روبية (44 مليون دولار) في جميع أنحاء العالم، مع 34 مليون دولار في الصين وحدها، ليصبح واحدًا من أعلى 20 فيلمًا هنديًا ربحًا على الإطلاق. كان أحد أغلى الأفلام الهندية هو فيلم Saaho من إنتاج تي سيريز، وهو فيلم إثارة خيال علمي بميزانية إنتاجية بلغت 300 كرور روبية (ما يعادل 373 كرور روبية أو 45 مليون دولار أمريكي في عام 2023)، وتم إصداره في عام 2019.

## وصلات خارجية
- الموقع الرسمي